# Sverige i olympiska vinterspelen 1924
Sverige deltog i olympiska vinterspelen 1924. Sveriges trupp bestod av 31 män som deltog i 7 olika sporter.

## Medaljer

### Guld
- Konståkning
  - Herrar: Gillis Grafström

### Silver
- Curling
  - Herrarnas turnering: Sverige vann silver

Johan Petter Åhlén
Carl-Axel Pettersson
Karl-Erik Wahlberg
Carl August Kronlund
Carl Wilhelm Petersén
Ture Ödlund
Victor Wetterström
Erik Severin

## Övriga resultat

### Backhoppning
- Individuell
  - Axel-Herman Nilsson - 6
  - Menotti Jakobsson - 7
  - Nils Lindh - 9
  - Nils Sundh - 12

### Hastighetsåkning på skridskor
- 500 m
  - Axel Blomqvist - 6
  - Eric Blomgren - 11

- 1 500 m
  - Axel Blomqvist - 13

- 5 000 m
  - Eric Blomgren - 12
  - Axel Blomqvist - 15

- Allround
  - Axel Blomqvist - AC
  - Eric Blomgren - AC

### Ishockey
- Herrarnas turnering
  - Sveriges lag slutade på fjärde plats i turneringen:

Gruppspel
|                 | SM | V | F | GM | IM |
| --------------- | -- | - | - | -- | -- |
| Kanada          | 3  | 3 | 0 | 85 | 0  |
| Sverige         | 3  | 2 | 1 | 18 | 25 |
| Tjeckoslovakien | 3  | 1 | 2 | 14 | 41 |
| Schweiz         | 3  | 0 | 3 | 2  | 53 |

28 januari 1924
| Sverige | 9 - 0 (3-0,3-0,3-0) | Schweiz |

29 januari 1924
| Kanada | 22 - 0 (5-0,7-0,10-0) | Sverige |

31 januari 1924
| Sverige | 9 - 3 (5-1,1-1,3-1) | Tjeckoslovakien |

Slutspel
|                | SM | V | F | GM | IM |
| -------------- | -- | - | - | -- | -- |
| Kanada         | 3  | 3 | 0 | 47 | 3  |
| USA            | 3  | 2 | 1 | 32 | 6  |
| Storbritannien | 3  | 1 | 2 | 6  | 33 |
| Sverige        | 3  | 0 | 0 | 3  | 46 |

1 februari 1924
| USA | 20 - 0 (5-0,7-0,8-0) | Sverige |

2 februari 1924
| Storbritannien | 4 - 3 (0-1,2-2,2-0) | Sverige |

### Längdskidåkning
- 18 km
  - Per-Erik Hedlund - 6
  - Elis Sandin - 8
  - Torkel Persson - 9
  - Erik Winnberg - 10

- 50 km
  - Torkel Persson - 5
  - Ernst Alm - 6
  - Oskar Lindberg - 8
  - Per-Erik Hedlund - AC

### Nordisk kombination
- Individuell
  - Axel-Herman Nilsson - 5
  - Menotti Jakobsson - 8
  - Nils Lindh - AC